# Dibyendu Barua

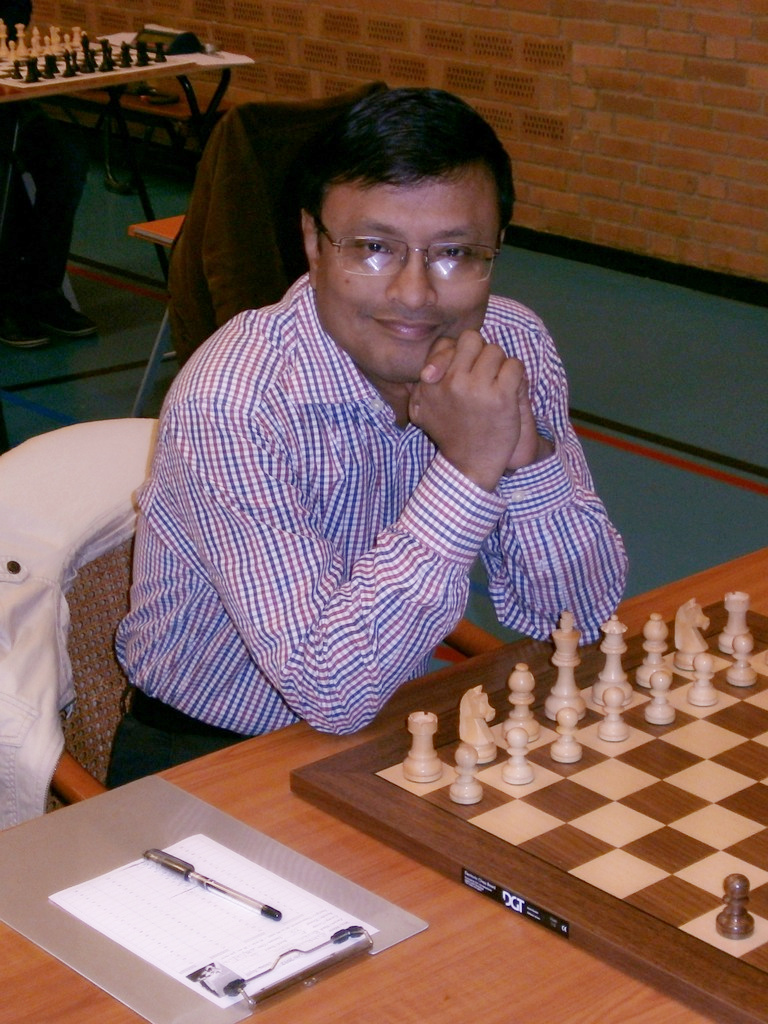
Dibyendu Barua, Groningen 2012

Dibyenda Barua (27 oktober 1966) is een Indiase schaker. Hij werd in 1991 na Viswanathan Anand de tweede FIDE-grootmeester (GM) van India. In 2006 werd ook de in 1992 geboren Parimarjan Negi een grootmeester.   
Dibyenda Barua was drie keer schaakkampioen van India: in 1983, in 1998 en in 2001. 

## Schaakcarrière
Barua komt uit Calcutta in the Indiase staat West-Bengalen. 
- In 1978 was hij op 12-jarige leeftijd de jongste deelnemer aan het Indiase Schaakkampioenschap.
- In 1982 versloeg Barua in Londen Viktor Kortsjnoj, die op dat moment de nummer 2 van de wereld was.
- Bij het wereldkampioenschap 2001 te Moskou werd Barua uitgeschakeld door Oleksandr Beljavsky.
- Dibyendu Barua won in 2003 het Tata International Chess in Jamshedpur, de Rus Alexander Fominyh werd tweede.
- In het "Commonwealth Chess Championship" 2003 werd Barua tweede, samen met onder meer Rustam Kasimdzjanov. De Vietnamese GM Nguyễn Anh Dũng eindigde op de eerste plaats.

Dibyendu Barua is de oprichter van de Dibyendu Barua Chess Academy, bedoeld om het jonge schaaktalent waar India over beschikt, in de juiste banen te leiden. 

## Externe koppelingen
- (en)   Informatie over schaakpartijen van Dibyendu Barua op ChessGames.com
- (en)   Informatie over schaakpartijen van Dibyendu Barua op 365chess.com
- (en)  FIDE-ratinggegevens voor Dibyendu Barua